# Marek Janowski

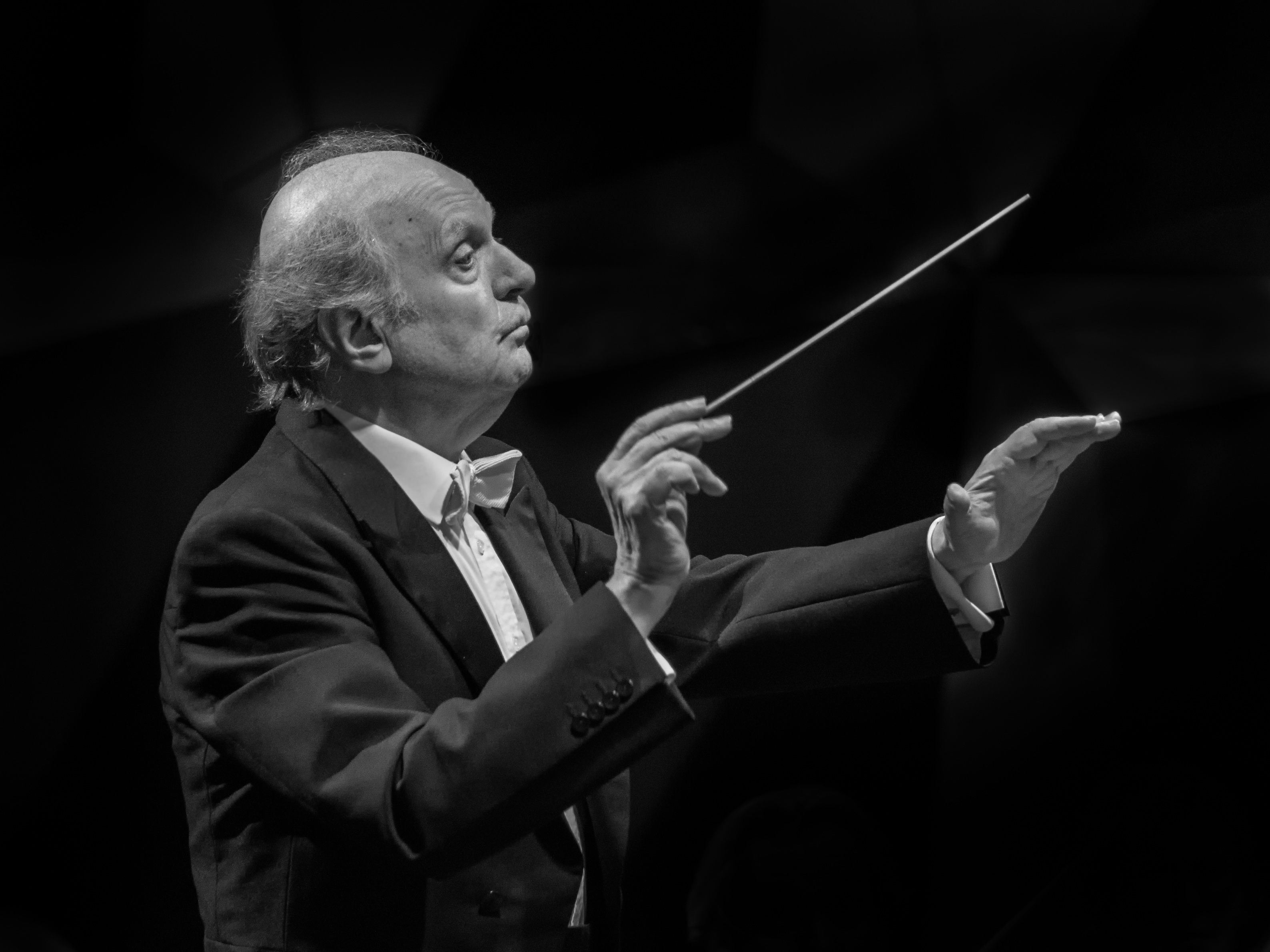
Marek Janowski (2016)

Marek Janowski (* 18. Februar 1939 in Warschau) ist ein deutscher Dirigent.

## Biografie
1939 geboren in Warschau, hat Marek Janowski seinen Vater, einen polnischen Staatsbürger, nie gesehen. Er wuchs in der Heimat seiner Mutter, in Wuppertal, auf, wo er eine Violin- und Klavierausbildung erhielt. Er absolvierte ein Kapellmeisterstudium an der Kölner Musikhochschule unter anderem bei Wolfgang Sawallisch. Seinen künstlerischen Berufsweg begann er als Korrepetitor und Kapellmeister in Aachen, Köln, Düsseldorf und Hamburg und wurde dann Generalmusikdirektor des Philharmonischen Orchesters Freiburg (1973–1975) und der Dortmunder Philharmoniker (1975–1979). In dieser Zeit erhielt er eine erste Auszeichnung, den Deutschen Schallplattenpreis (1976). 1986 bis 1990 amtierte er parallel zu seiner Arbeit in Frankreich als Chefdirigent des Gürzenich-Orchesters in Köln, 1997 bis 1999 war er außerdem Ständiger Gastdirigent des Deutschen Symphonie-Orchesters Berlin.
In den 1980er Jahren war er regelmäßiger Gastdirigent in der internationalen Opern- und Konzertszene, von der Metropolitan Opera New York und der Wiener Staatsoper über Chicago und Paris bis München, Hamburg und Berlin. In den 1990er Jahren hat Janowski sich aus dem Opernbetrieb zurückgezogen, um sich stärker auf den Konzertbereich zu konzentrieren. So führte er zwischen 1984 und 2000 als Musikalischer Leiter das Orchestre Philharmonique de Radio France zu internationalem Ansehen und machte es zum Spitzenorchester Frankreichs. Von 2001 bis 2003 hatte er die Chefposition auch bei der Dresdner Philharmonie inne. Von 2002 bis 2017 prägte er als Künstlerischer Leiter das Rundfunk-Sinfonieorchester Berlin. Vom Herbst 2005 bis 2012 leitete er zusätzlich das Orchestre de la Suisse Romande in Genf. Zudem ist er Endowed Guest Conductor des Pittsburgh Symphony Orchestra. Seine 1999 begonnene Zusammenarbeit mit dem Orchestre Philharmonique de Monte-Carlo setzt er fort.
Bis heute (2004) gilt Janowskis Gesamteinspielung von Richard Wagners Zyklus Der Ring des Nibelungen mit der Staatskapelle Dresden weltweit als eine der musikalisch interessantesten, die von diesem Werk je aufgenommen wurde. Seine CDs aus den letzten Jahren wurden vielfach preisgekrönt.
Seine Tätigkeit als Chef des Rundfunk-Sinfonieorchesters Berlin begann er im Herbst 2002 mit einem fünfteiligen Robert-Schumann-Zyklus. Im März 2000 hatte er mit dem RSB die erste Gesamtaufnahme von Paul Hindemiths großer philosophischer Johannes-Kepler-Oper Die Harmonie der Welt realisiert, die im Dezember 2002 bei WERGO auf CD erschienen ist und mit dem „Echo Klassik“ 2003, dem Grand Prix du Disque der Akademie Charles Cros 2003 und den „Cannes Classical Award“ 2004 ausgezeichnet wurde. Seine erste CD mit dem RSB – Lieder von Richard Strauss, gesungen von Soile Isokoski, erschienen im Februar 2002 bei dem finnischen Label ONDINE – war im Oktober 2002 mit dem „Gramophone Award“ geehrt worden. Die 2005 erschienene Ersteinspielung von Paul Hindemiths letzter Oper Das lange Weihnachtsmahl, aufgenommen 2004 von Janowski und dem RSB, erhielt im Herbst 2006 einen Echo Klassik.
Janowski war von 2019 bis 2023 erneut Chefdirigent der Dresdner Philharmonie.

## DVD
- 2011: Marek Janowski: Les leçons particulières de musique, Regie: Michel Follen, für den französischen Fernsehsender La Sept, Harmonia Mundi, HMD 9909037